# NGC 2196
NGC 2196 è una vasta galassia a spirale situata nella costellazione della Lepre, a una distanza di circa 117 milioni di anni luce dalla nostra Via Lattea.

## Scoperta
La galassia è stata scoperta il 20 novembre 1784 dall'astronomo britannico di origine tedesca William Herschel.

## Descrizione
NGC 2196 ha una classe di luminosità I e presenta una larga riga a 21 cm dell'idrogeno neutro.
Nella galassia sono presenti anche regioni di idrogeno ionizzato.

## Morfologia
NGC 2196 è stata utilizzata da Gérard de Vaucouleurs come esempio di galassia tipo morfologico "SA(rs)ab" nel suo atlante delle galassie.
Nel 2002, Eskridge, Frogel e Pogge hanno pubblicato un articolo che descriveva la morfologia di 205 galassie a spirale o lenticolari vicine. Le osservazioni sono state effettuate nella banda H dell'infrarosso e nella banda B del blu. Secondo gli autori, NGC 2196 è di tipo Sa nella banda B e S0/a nella banda H. Il bulbo galattico è circondato da un debole anello. Il disco appare liscio e presenta solamente un accenno di irregolarità a nord-ovest.